# Ciarán Hinds
Ciarán Hinds (* 9. února 1953, Belfast) je irský herec. Proslavily ho seriály Hra o trůny (role Mance Nájezdníka) a Řím, kde ztvárnil Gaia Julia Caesara. Ve filmu Harry Potter a Relikvie smrti – část 2 hrál Aberfortha Brumbála. Objevil se i ve filmech Kuchař, zloděj, jeho žena a její milenec (1989), Cesta do zatracení (2002), Mnichov (2005) nebo Až na krev (2007). Deník The Irish Times ho označil za 31. nejlepšího herce všech dob. Vystudoval Royal Academy of Dramatic Art, absolvoval roku 1975. Působil v divadlech Royal Shakespeare Company, v Národním divadle v Londýně a v Citizens Theatre v Glasgow. V mládí se věnoval irským tancům. Žije v Paříži.